# Bell 400
Белл 400 (англ. Bell 400) — лёгкий многоцелевой вертолёт.
Разработан американской фирмой Bell Helicopter Textron, в качестве базового образца использовался вертолёт Bell 206L-4 LongRanger.
Прототип совершил первый полёт 4 апреля 1984 года. Ныне вертолет не эксплуатируется. Всего было построено 4 вертолёта.

## Развитие
Белл сделал несколько воплощений близнеца своей успешной версии серии Белл 206. Bell 400 совершил первый полет 4 апреля 1984 года. Развитие вертолета приостановлено в конце 1980-х, так как не было уверенности в том, что он наберет производительность 120 единиц в год.

## Прототипы
Bell 400 
Bell 400A

## Тактико-технические характеристики
Приведённые характеристики соответствуют модификации Bell 400.
Источник данных: Encyclopedia of Helicopters 

Технические характеристики
- Экипаж: 1 пилот
- Пассажировместимость: 5 пассажиров
- Грузоподъёмность: 1 095 кг
- Длина:
- Высота:
- Масса пустого: 1 400 кг
- Максимальная взлётная масса: 2 495
- Силовая установка: 2 × турбовальных Rolls-Royce Allison 250
- Мощность двигателей: 2 × 420 л.с. (2 × 309 кВт (взлётная))

Лётные характеристики
- Максимальная скорость: 278
- Крейсерская скорость: 259
- Практическая дальность: 730 км
- Практический потолок: 3 048 м
- Скороподъёмность: 10 м/с